# Ирдоматское сельское поселение
Ирдоматское сельское поселение — сельское поселение в составе Череповецкого района Вологодской области.
Центр — деревня Ирдоматка.
Образовано 1 января 2006 года в соответствии с Федеральным законом № 131 «Об общих принципах организации местного самоуправления в Российской Федерации».
По данным переписи 2010 года население — 2906 человек.

## История
В 1999 году был утверждён список населённых пунктов Вологодской области. Согласно этому списку в Ирдоматский сельсовет входили 12 населённых пунктов.
16 ноября 2000 года была зарегистрирована новая деревня Максимовское.
1 января 2006 года образовано Ирдоматское сельское поселение, в состав которого вошёл Ирдоматский сельсовет за исключением деревень Даргун, Лихачево, Максимовское, Поповское, Ульяново, которые были переданы в Сурковское сельское поселение.

## География
Расположено на востоке района. Граничит:
- на севере с Тоншаловским сельским поселением,
- на западе с городским округом Череповец,
- на юге с Югским сельским поселением,
- на востоке с Нифантовским сельским поселением Шекснинского района.

Территория сельского поселения расположена на правом берегу Шексны, западная граница образована рекой Ягорбой, а восточная Кономой. В центре территории расположено Ивачевское озеро.
Центр поселения — деревня Ирдоматка — расположена в 4 км от районного центра и соединена с ним автодорогой. На территории поселения расположена станция Хемалда (участок Вологда — Череповец Северной железной дороги).

## Населённые пункты
В состав сельского поселения входят 8 населённых пунктов, в том числе
6 деревень,
1 ж/д станция,
1 посёлок.
| Населённый пункт    | ОКАТО          | Рег. номер | Расстояние до районного центра, км | Расстояние до центра поселения, км | Индекс | Координаты                      |
| ------------------- | -------------- | ---------- | ---------------------------------- | ---------------------------------- | ------ | ------------------------------- |
| деревня Борисово    | 19 256 848 002 | 7596       | 10                                 | 3                                  | 162693 | 59°06′07″ с. ш. 38°03′08″ в. д. |
| деревня Ванеево     | 19 256 848 003 | 7597       | 11                                 | 0,5                                | 162641 | 59°06′51″ с. ш. 38°04′56″ в. д. |
| деревня Ирдоматка   | 19 256 848 001 | 7595       | 7                                  | -                                  | 162641 | 59°06′48″ с. ш. 38°06′42″ в. д. |
| деревня Нова        | 19 256 848 006 | 7600       | 13                                 | 7                                  | 162641 | 59°04′58″ с. ш. 38°10′07″ в. д. |
| деревня Хемалда     | 19 256 848 009 | 7603       | 9                                  | 2                                  | 162641 | 59°07′53″ с. ш. 38°04′14″ в. д. |
| ж/д станция Хемалда | 19 256 848 010 | 7604       | 10                                 | 3                                  | 162641 | 59°08′01″ с. ш. 38°05′02″ в. д. |
| посёлок Шайма       | 19 256 848 011 | 7605       | 13                                 | 5                                  | 162641 | 59°05′03″ с. ш. 38°07′50″ в. д. |
| деревня Шайма       | 19 256 848 012 | 7606       | 12                                 | 5                                  | 162641 | 59°05′15″ с. ш. 38°06′42″ в. д. |